# Пестов, Евгений Николаевич
 Евгений Николаевич Пе́стов  (род. 28 июня 1951) — российский архитектор, член-корреспондент Российской академии архитектуры и строительных наук. Лауреат двух Государственных премий Российской Федерации (1996, 2000).

## Биография
Родился в 1951 году в посёлке Большое Козино Балахнинского района Горьковской области. В 1973 году окончил Горьковский инженерно-строительный институт.
С 1972 года работал в Институте «Горьковгражданпроект».
В 1991 года создает архитектурное бюро в соавторстве с А. Е. Харитоновым.
С 1999 года руководитель бюро, созданного с С. Г. Поповым.
Преподаёт в Нижегородском архитектурно-строительном университете.

## Проекты и постройки

### Нижний Новгород
- Спорткомплекс «Динамо» (соавтор Харитонов А. Е.)
- Дом актёра (соавтор Харитонов А. Е.)
- Здание Нижегородского филиала САРОВБИЗНЕСБАНКА (1993—1995, соавтор Харитонов А. Е.)
- Торговые центры
- Проекты реконструкции исторического центра Нижнего Новгорода[2]
- Казанская церковь (2005—2012, совместно с Н. Н. Пестовой)

## Почётные звания, награды и премии
- Дипломант II и III степени СА РСФСР всесоюзных и всероссийских смотров и конкурсов (1987, 1988, 1991, 1994, 1995, 1996, 1997, 1998)
- Медаль Союза архитекторов «За высшее зодческое мастерство и достижения в архитектуре и градостроительстве» (1993)
- Диплом I степени IV российского фестиваля «Зодчество-96»
- Диплом II степени V российского фестиваля «Зодчество-97»
- Кавалер почётного знака «Общественного признание»
- Диплом II степени VIII российского фестиваля «Зодчество-2000»
- Медаль Российской академии архитектуры и строительных наук (2000)
- Серебряный диплом российского фестиваля «Зодчество-2001, 2002, 2004»[1]